# Джоко Видодо
Джо́ко Видо́до (индон. Joko Widodo), при рождении Мульо́но (индон. Mulyono) и широко известный под прозвищем Джоко́ви (индон. Jokowi; род. 21 июня 1961, Суракарта, Центральная Ява) — индонезийский государственный и политический деятель, президент страны с 20 октября 2014 года по 20 октября 2024 года. Ранее занимал посты Губернатора Джакарты (2012—2014 годы) и мэра Суракарты (2005—2012 годы). Член Демократической партии борьбы Индонезии.

## Биография

### Ранние годы жизни
Родился 21 июня 1961 года в центральнояванском городе Суракарта в семье яванцев — плотника Виджиатно Нотомихарджо (1940—2000) и его супруги Суджиатми (1943—2020). Родители отца происходили из округа Бойолали, сам Виджиатно Нотомихарджо родился в округе Каранганьяр и переехал в Суракарту впоследствии. При рождении мальчик получил имя Мульоно, однако, из-за того что ребёнок часто болел, родители изменили его на Джоко Видодо, где «Видодо» по-явански означает «здоровый». Впоследствии в семье родилось ещё три дочери — Иит Сриянтини, Ида Яти и Титик Релавати.
Из-за бедности родителей был вынужден уже в детские годы зарабатывать на жизнь, работая уличным разносчиком и грузчиком. Научившись у отца плотницкому ремеслу, изготовлял на продажу сувенирные изделия, позднее — мебель.
В 1985 году окончил Университет Гаджа Мада по специальности инженера лесного хозяйства. Недолгое время работал в государственной деревообрабатывающей компании, затем начал собственный бизнес в этой же области. К началу 2000-х годов руководил крупной древесинно-мебельной фирмой.

### Мэр Суракарты (2005—2012)
В 2005 году избран мэром Суракарты. Под его руководством в городе были проведены масштабные социально-экономические и административные преобразования. Особое внимание уделялось созданию привлекательного культурного облика Суракарты. В частности, был проведён ребрендинг города, проводившийся под девизом «Соло: Дух Явы» (англ. Solo. Spirit of Java). Значительный позитивный резонанс имели мероприятия по облагораживанию городских парков: передача в муниципальную собственность парка Балекамбанг (индон. Taman Balekambang) и ликвидация блошиного рынка в парке Банджарсари (индон. Taman Banjarsari). Кроме того, Джокови стимулировал частные компании, занимающиеся общественной деятельностью.
Проведённые реформы значительно укрепили реноме города не только на национальном, но и на региональном уровне. В 2006 году Суракарта стала членом Организации городов Всемирного наследия, а в ноябре 2008 года в городе прошёл саммит этой организации. В 2007 году в Суракарте состоялся Всемирный музыкальный фестиваль (индон. Festival Musik Dunia (FMD)), который прошёл в бывшем голландском форте Вастенбург (индон. Benteng Vastenburg); незадолго до этого по решению Джокови был отменён снос форта и строительство на его месте бизнес-центров и торговых центров. В 2008 году Всемирный музыкальный фестиваль был проведён во дворце Мангкунегаран.
В конце 2011 года из-за задолженности муниципалитета Суракарты перед государственной энергетической компанией Perusahaan Listrik Негара (PLN) на сумму в 8,9 млрд индонезийских рупий (около 1 миллиона долларов) последняя прекратила подачу электричества для освещения города незадолго до Рождества, что вызвало недовольство жителей. Джокови в короткий срок смог мобилизовать необходимые средства и лично явился в местное отделение PLN для выплаты долга.

### Губернатор Джакарты (2012—2014)
В 2012 году Джокови и Басуки Чахая Пурнама были выдвинуты от Демократической партии борьбы Индонезии на посты соответственно губернатора и вице-губернатора Джакарты. Во втором туре губернаторских выборов Джокови одержал уверенную победу над действующим губернатором, кандидатом от Демократической партии Фаузи Бово.
Одержал победу на очередных президентских выборах, состоявшихся 9 июля 2014 года. Его инаугурация состоялась в октябре.

### Президент Индонезии (с 2014)

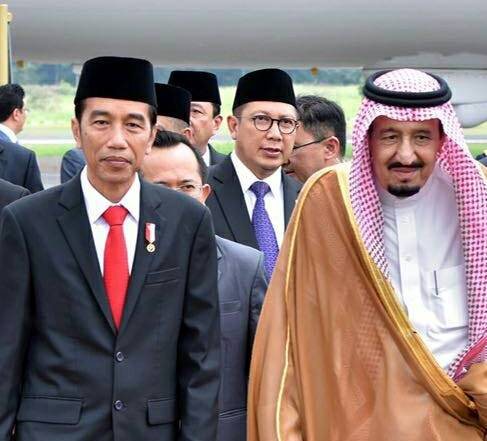
с Королём Саудовской Аравии Салманом. 1 марта 2017 года

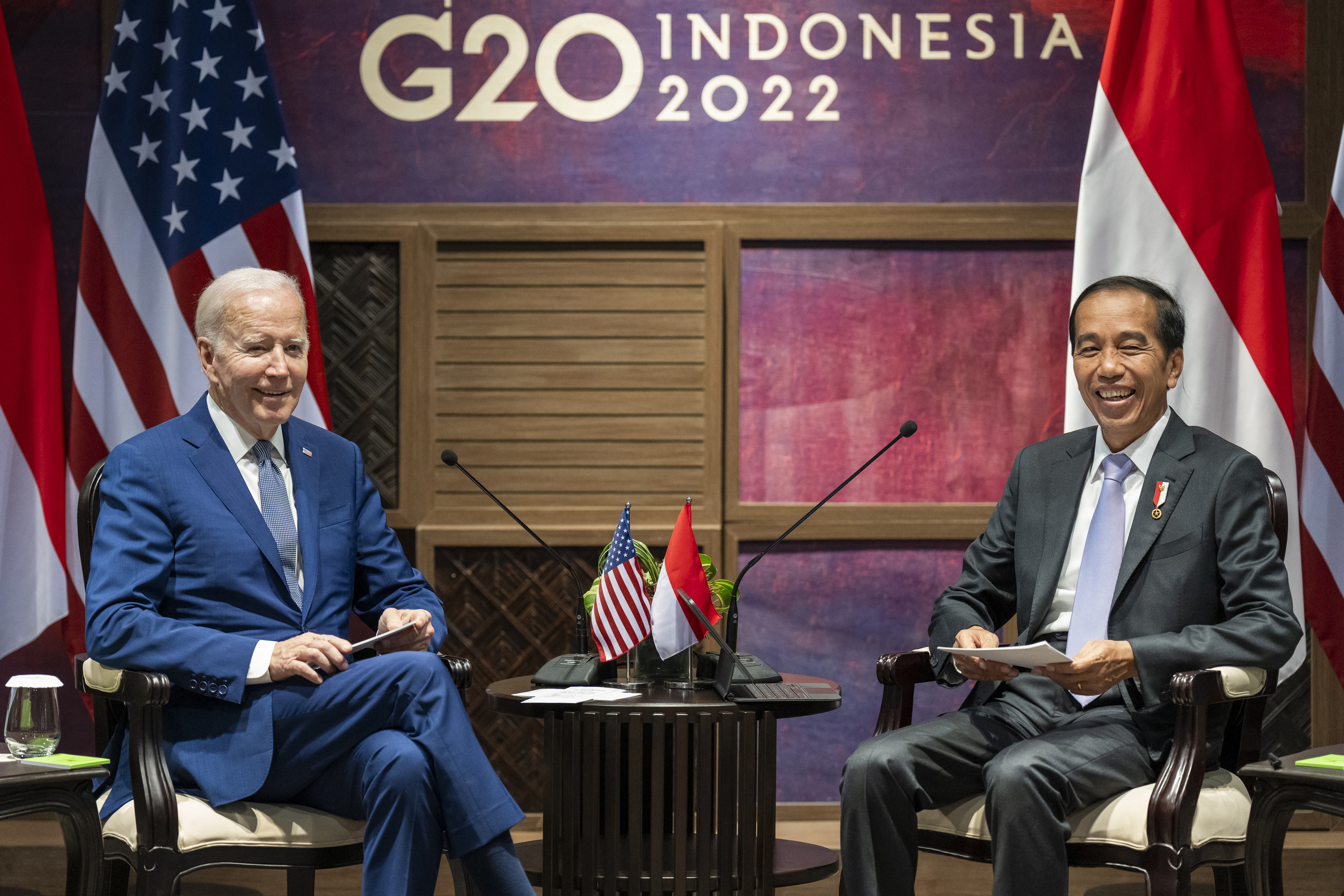
Джоко Видодо и Джо Байден. 13 ноября 2022 года

Реагируя на российское вторжение в Украину в 2022 году, Джокови посетил обе страны в июле 2022 года, встретившись как с президентом Украины Владимиром Зеленским, так и с президентом России Владимиром Путиным, подчеркнув в заявлениях необходимость мира и восстановления глобальных цепочек поставок продовольствия. Поскольку в том же году Индонезия принимала саммит G20 в 2022 году, Джокови также пригласил Зеленского принять участие, одновременно сопротивляясь призывам отозвать приглашение России на саммит.

## Семья и увлечения
Супругу Джокови зовут Ириана (индон. Iriana). В их семье трое детей:
- политик Гибран Ракабуминг Рака (род. 1983), с 2021 года — мэр Суракарты;
- певица и общественный деятель Кахиянг Аю[индон.] (род. 1990), замужем за Бобби Насутионом[англ.], который с 2021 года является мэром Медана;
- предприниматель и ютубер Кэсанг Пангареп[англ.] (род. 1994) — лидер партии Индонезийской солидарности.

Согласно данным журнала The Economist, Джокови любит слушать рок-музыку на высокой громкости и когда-то владел гитарой с автографами участников группы Metallica; также любит творчество группы Napalm Death

## Награды и премии

### Государственные награды
- Индонезия — Орден «Звезда Заслуг» 1-й степени (2011);
- Индонезия — Орден «Звезда Республики Индонезии» 1-й степени (2014;кавалер по должности как президент Индонезии);
- Саудовская Аравия — цепь ордена короля Абдель-Азиза (2015)[22].
- Бруней — Орден Королевской семьи Брунея 1-й степени (2015)[23].
- Восточный Тимор — большая цепь ордена Тимор-Леште[англ.] (2016)[24].
- Швеция — Орден Серафимов (22 мая 2017)[25]
- Афганистан — Медаль «Гази Аманулла Хан» (29 января 2018)[26]
- ОАЭ — Орден Заида (17 июля 2024)[27]

### Негосударственные награды и премии
- Включён в список «Топ-10 мэров Индонезии в 2008 году», составленный журналом Темпо.
- Лауреат всемирной премии для мэров (англ. World Mayor Prize) 3-й степени (2012) за «трансформацию города, страдающего от преступности, в областной центр культуры и искусства и город, привлекательный для туристов» (англ. transforming a crime-ridden city into a regional center for art and culture and an attractive city to tourists[28].
- Включён в список «Выдающиеся глобальные мыслители в 2013 году» (англ. The Leading Global Thinkers of 2013), составленный журналом Foreign Policy;
- Номинант на звание мэра месяца от лондонского Фонда мэров городов (англ. City Mayors Foundation; 2013)[29].
- Включён в список «50 величайших мировых лидеров» (англ. The World's 50 Greatest Leaders), составленный журналом Fortune (2014)[30].
- Назван провайдером финансовой информации Bloomberg самым успешным лидером региона Азии и Австралии в 2016 году[31].

## Признание
Значительная популярность Джоко Видодо в индонезийских СМИ привела к появлению специального термина — «эффект Джокови». Внешнеполитический курс нового индонезийского руководства получил название доктрины Джокови.

### Книги о Джокови
- Majeed, Rushda. City With a Short Fuse." Foreign Policy. September 2012.
- Majeed, Rushda. «Defusing a Volatile City, Igniting Reforms: Joko Widodo and Surakarta, Indonesia, 2005—2011.» Innovations for Successful Societies. Universitas Princeton. Dipublikasikan pada bulan Juli 2012.
- Endah, Alberthiene. 2012.Jokowi: Memimpin Kota Menyentuh Jakarta.
- Suroso, Gatotkoco. 2012. Jokowi: Si Tukang Kayu.
- Ambarita, Domu D.; Megawati Soekarnoputri (pengantar). 2012. Jokowi: Spirit Bantaran Kali Anyar.
- Thayrun, Yon. 2012. Jokowi: Pemimpin Rakyat Berjiwa Rocker
- Hari Prast (Illustrator), Yoga Adhitrisna (Goodreads Author), Satriyo Wibowo. 2014. DEMOKREATIF: Kisah Blusukan Jokowi
- Kristin Samah, Francisca Ria Susanti. 2014. Saya Sujiatmi, Ibunda Jokowi
- Kompasiana. 2013. Jokowi (Bukan) Untuk Presiden
- Syahirul A., Anas. 2013. Gado-Gado Kerikil Jokowi
- Yogaswara, A. 2012. Jokowi Ahok
- Sudarsono. Jokowi Effect
- Nugroho, Bimo. 2014. Indonesia Memilih Jokowi
- Nugroho, Bimo; Panca Setia, M. Yamin. 2014. Jokowi People Power
- Supriyono, Arif. 2012. Jokowi, Tokoh Perubahan
- Bimoseno, Arimbi. 2014. Jokowi Rapopo Jadi Presiden
- Nugroho, Bimo; Dwi Nugroho, Ajianto. Jokowi : Politik Tanpa Pencitraan
- Tim Relawan. 2014. Selamat Datang Presiden Jokowi
- Putra, Owen. Si Nyentrik yang Disukai: Jokowi
- Kompasiana. 2014. Presiden Jokowi: Harapan Baru Indonesia
- Aksan, Hermawan. 2014. Jokowi Aku Rapopo : pandangan seorang jurnalis
- Indradie, Andri. 2013. Rakyat Memantau Ibukota, Rakyat Memantau Jokowi — Basuki
- Suwiknyo, Dwi. 2012. Jokowi: Pemimpin Yang Rendah Hati
- Soeseno, Ki Nardjoko. 2013. Falsafah Jawa Soeharto & Jokowi : menjadi pemimpin kharismatis ala Soeharto dan Jokowi
- Sugiharto, R. Toto. 2012. Spirit Semut Ireng Jokowi: Muka Metal, Hati Keroncong
- Taufani, Bernard. 2012. Jokowi: From Zero to Hero: Kisah Nyata Anak Miskin Yang Menjadi Orang Besar
- H.M., Zaenuddin. 2013. Banjir Jakarta: Dari Zaman Jenderal J.P. Coen (1621) sampai Gubernur Jokowi (2013)
- Zaenuddin. 2012. Jokowi, Dari Jualan Kursi Hingga Dua Kali Mendapatkan Kursi: Kisah Wali Kota Yang Inspiratif
- Yazid, Husin. Berebut Kursi Jakarta Satu, Kenapa Foke & Jokowi?: Data Dan Analisis Putaran Pertama Pilkada DKI Jakarta

### Киновоплощения
| № | Год выпуска | Название фильма  | Оригинальное название | Актёр              |
| - | ----------- | ---------------- | --------------------- | ------------------ |
| 1 | 2012        | Джокови          | Jokowi                | Теуку Рифну Викана |
| 2 | 2014        | Джокови — это мы | Jokowi adalah Kita    | Бен Джошуа         |

## Галерея

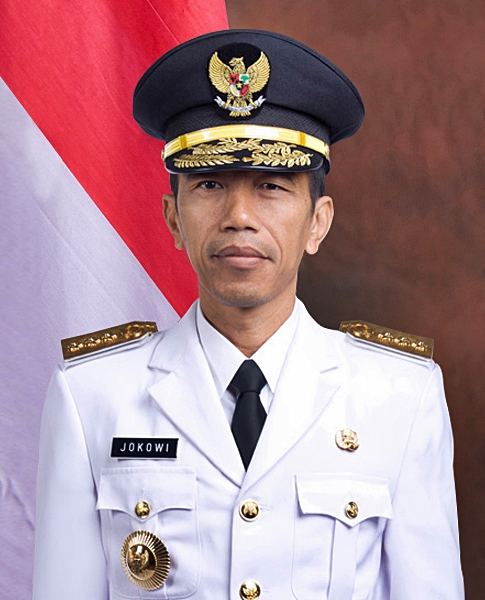
Официальный портрет Джокови в качестве губернатора Джакарты
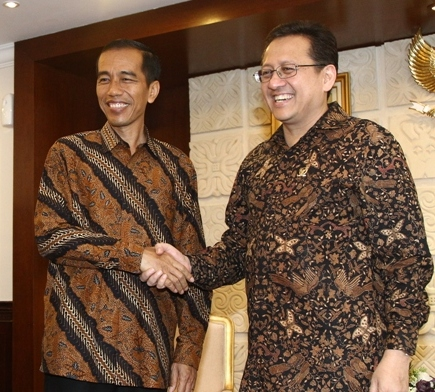
Джокови и председатель Совета представителей регионов Ирман Гусман[индон.]
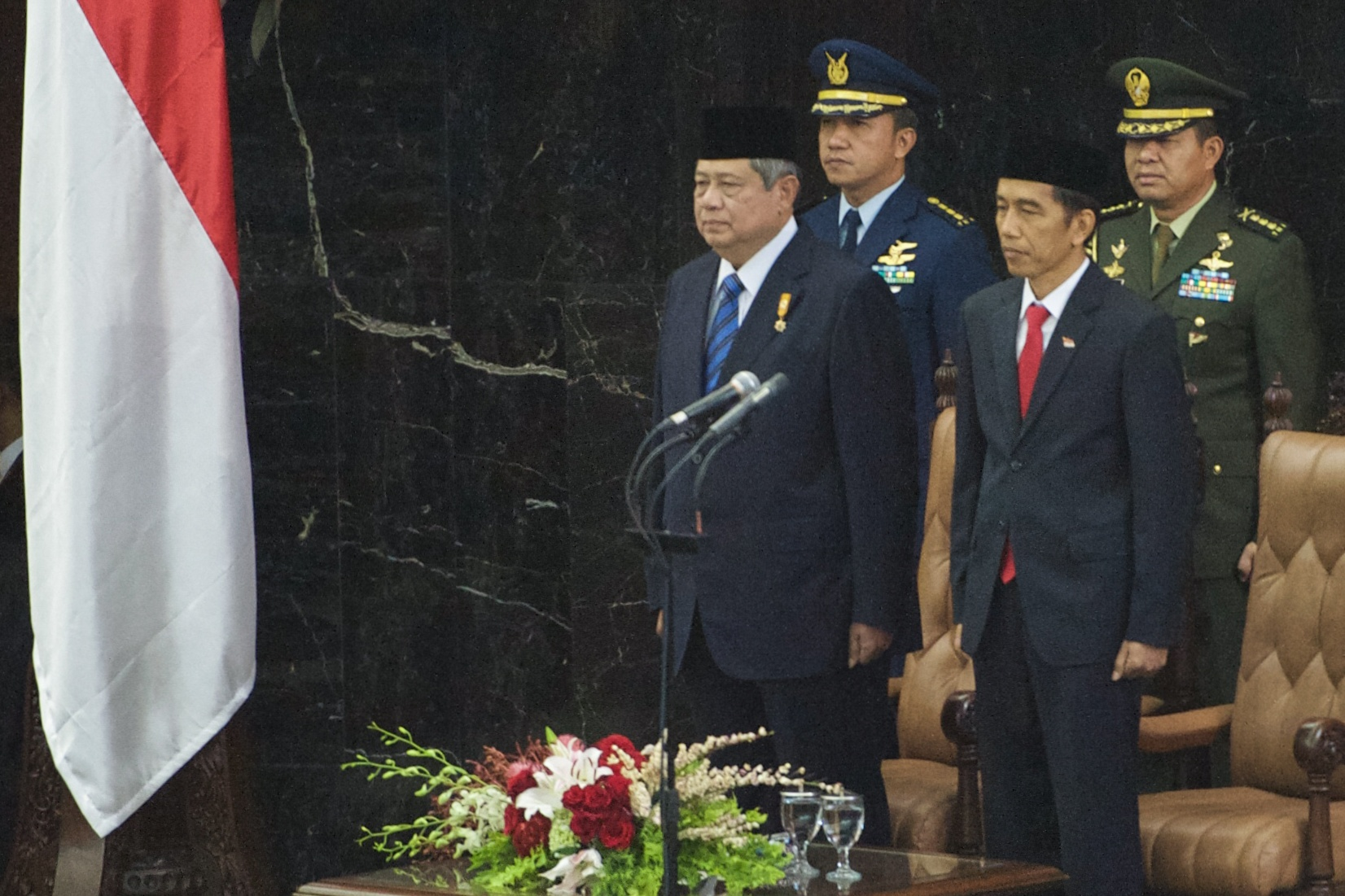
Джокови на церемонии своей инаугурации с уходящим президентом Сусило Бамбангом Юдойоно

## Комментарии
1. ↑  Став Президентом Индонезии, он попросил использовать прозвище в качестве официального обращения[6].